# リトアニア軍

リトアニア軍のインシグニア

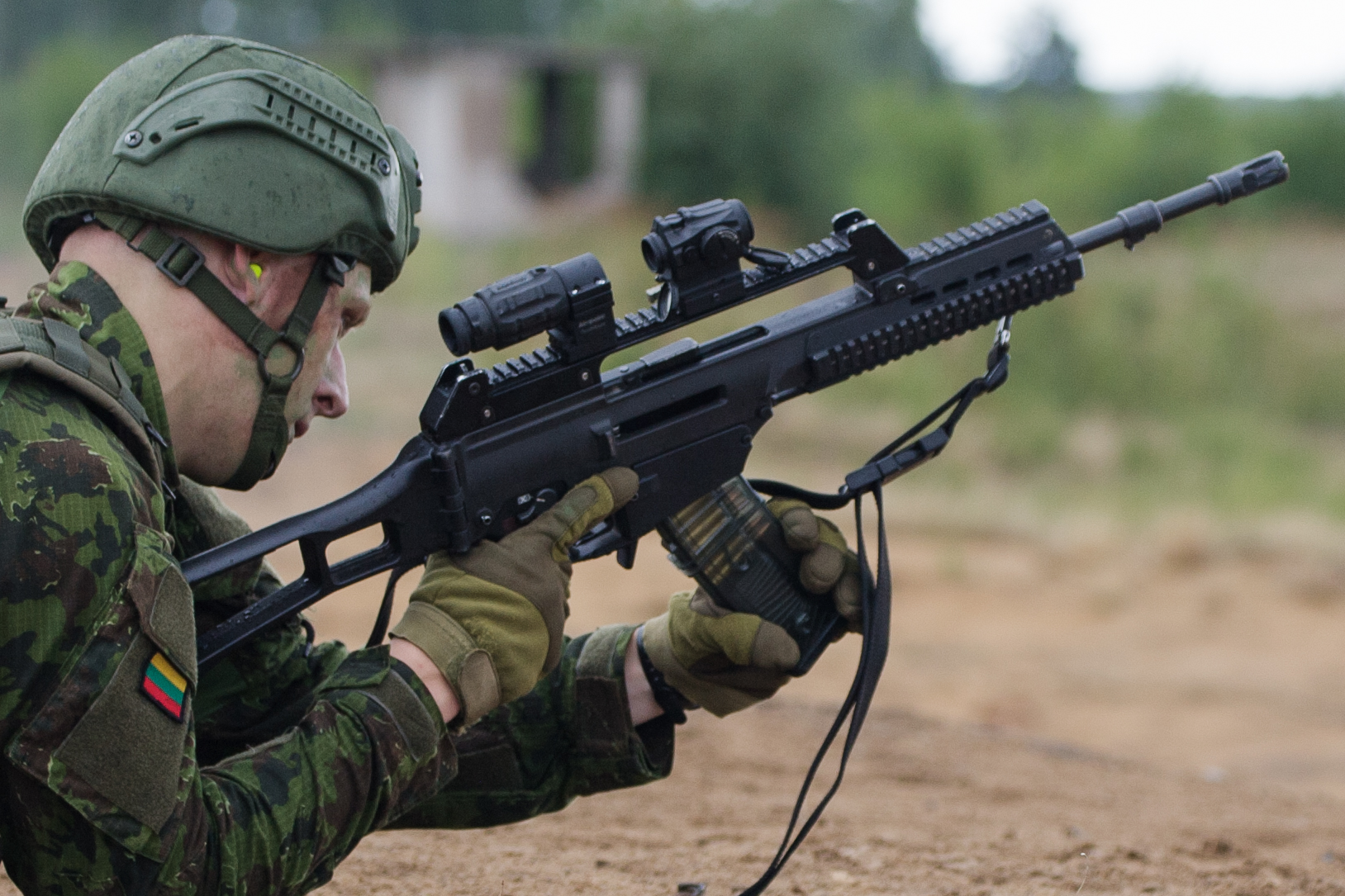
国防義勇軍の兵士

リトアニア軍（リトアニアぐん、リトアニア語: Lietuvos ginkluotosios pajėgos）は、リトアニア共和国の国軍。人員規模は徴兵含め、約2万人（2017年）。リトアニアの防衛をはじめ、北大西洋条約機構（NATO）及び欧州連合（EU）の一員としての安全保障政策の実施を担う。

## 歴史と防衛戦略
リトアニア独立革命後に再建され、1993年にはロシア連邦軍が撤退。2004年3月、リトアニアは他のバルト三国（エストニアとラトビア）と同時に北大西洋条約機構（NATO）に加盟した。
リトアニアなどバルト三国は、第二次世界大戦直前、ロシア連邦の前身であるソビエト連邦に侵略された歴史を共有する（バルト諸国占領）。独立回復後も、ロシアと近接しながら国土面積や人口、経済規模が小さいため、NATOとの協力を重視している。NATOが防空を担っているほか、2014年以降のロシアのクリミア侵攻や東部ウクライナ紛争を受けて、ドイツ軍を主体とするNATO多国籍地上部隊が1000人規模で駐留するようになった。2017年2月7日の式典でグリバウスカイテ大統領は「我々はカリーニングラード州での活発な軍事化に直面している。部隊は適切な時期に適切な場所に到着した」と歓迎した。
自国の防衛力も強化しており、2008年に廃止した徴兵制を2015年9月に再導入、青年男子に9ヶ月の軍務を科している。ロシアの情報活動を通報するホットラインを設けるとともに、2016年10月にはロシアからの侵攻に備えた民間防衛の手引書を配布した。さらに、西隣にあるロシア領カリーニングラード州との国境130kmに高さ2mのフェンスを設置することも計画している。有事に際しては、カリーニングラード州とロシア寄りのベラルーシに挟まれたポーランド国境（スヴァウキ・ギャップ Suwałki gap）でNATO諸国との連絡線維持を図る戦略である。
NATOの中心であるアメリカ合衆国が主導した中東やアフガニスタンでの軍事活動にも、少数ながら派兵している（「イラク戦争」「国際治安支援部隊」を参照）。

## 機構

### 四軍
リトアニア軍は、陸軍、空軍、海軍、特殊作戦部隊の四軍種から成る。後方組織として、兵站司令部と訓練教義司令部が設けられている。戦時においては、最高司令官となる大統領の下、軍司令官が軍の指揮を執る。
- 陸軍 (Sausumos pajėgos; SP)
  -  国防義勇軍（リトアニア語版） (Krašto apsaugos savanorių pajėgos; KASP)
- 海軍（リトアニア語版） (Karinės jūrų pajėgos; LKJP)
- 空軍 (Karinės oro pajėgos; Lietuvos KOP)
- 特殊作戦部隊（リトアニア語版） (Specialiųjų operacijų pajėgos)

日本の外務省ホームページが掲載するリトアニア国防省のデータによると、国防費は72億3800万ユーロ（2017年）。各軍種の兵力は陸軍9600人、海軍537人、空軍1029人。このほかに「統合軍」（4579人）が存在するとされている。

### 民兵組織
- 狙撃連合（リトアニア語版） - ロシアによる侵攻時には正規軍の補佐やレジスタンス活動を行う民兵組織。人員は約1万1000人[9]。

### 軍政機関
- 国防省（リトアニア語版）